# Jacques Desjardin
Jacques Jardin, dit Desjardins, né le 9 février 1759 à Angers (Maine-et-Loire), où son père exerçait la profession de voiturier, et mort le 11 février 1807 à Landsberg, est un général français de la Révolution et de l’Empire.

## Biographie
Il est le fils de Jacques Jardin (1724-1791), voiturier à Angers et de Marie Robineau, petit-fils d'autre Jacques (1695-1755) aussi voiturier et de Catherine Rabouin (1698-1779).
Il s'engage le 8 décembre 1776, dans le régiment de Vivarais (71e), y devient caporal le 1er février 1781 et sergent le 17 juin 1789. Il quitte son corps par congé le 5 février 1790, et il retourne alors auprès de son père. Le zèle avec lequel il s'occupe de l'instruction de la garde nationale de sa ville natale depuis le 20 février 1790, le fait nommer adjudant-général de cette milice le 5 août 1791.
Lors de l'organisation des forces départementales en 1792, ses frères d'armes le nomment le 19 août, au grade de lieutenant-colonel du 2e bataillon de Maine-et-Loire, avec lequel il fait les campagnes de 1792 et 1793 à l'armée du Nord. Il se distingue à la bataille de Jemappes, à la prise de Namur, dans les différents combats qui signalent la retraite de Dumouriez, notamment près de Namur, où le corps qu'il commande mérite l'honneur d'être mis à l'ordre de l'armée. Il est promu général de brigade le 3 septembre 1793, et général de division le 29 ventôse an II. Il a déjà eu sous ses ordres les trois divisions réunies sous Maubeuge.
Desjardin concourt aux tentatives qui furent faites pour débloquer Le Quesnoy. Le 12 floréal, il commande la division de droite de l'armée du Nord, manœuvrant sur la Sambre. Un arrêté du Comité de salut public, du 13 prairial, le désigne comme général en chef de l'armée des Ardennes, grade que les représentants du peuple confirment par leur arrêté du 20 du même mois.
Après la reddition du Luxembourg, il continue de servir à l'armée du Nord jusqu'en l'an V, et passe en l'an VI à l'armée de Batavie. Il est mis en disponibilité le 1er vendémiaire an X. En l'an XII, le premier Consul le fait membre de la Légion d'honneur, et l'envoie au camp de Brest le 8 ventôse. Devenu Empereur, et voulant récompenser les services de cet officier général, Napoléon l'élève au grade de commandeur de la Légion d'honneur le 25 prairial. Pendant la campagne de l'an XIV, Desjardin commande la première division du 7e corps de la Grande Armée, et se fait remarquer par sa bravoure et son intelligence.

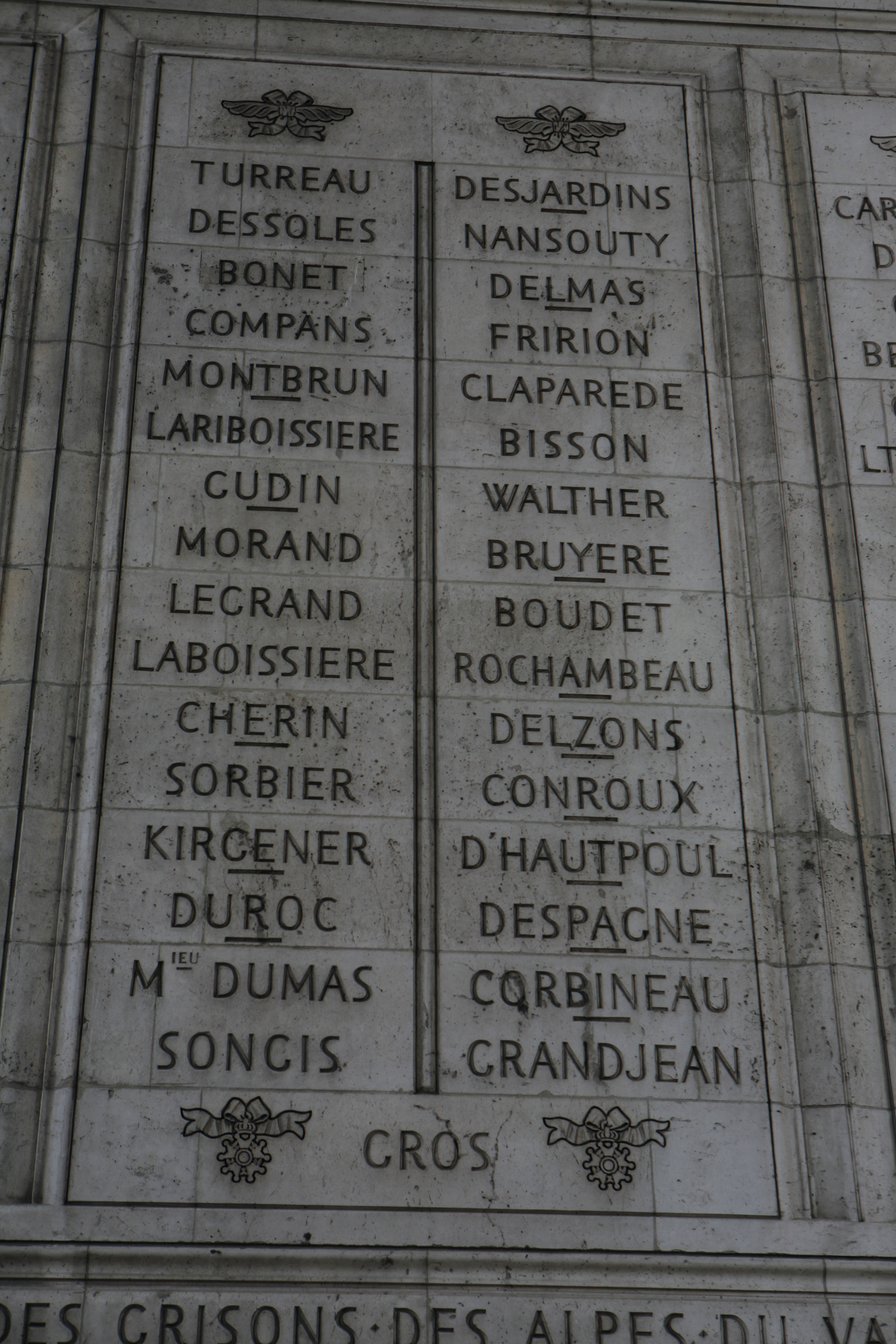
Noms gravés sous l'arc de triomphe de l'Étoile : pilier Est, 15e et 16e colonnes

Blessé à la bataille d'Eylau le 8 février 1807, il meurt le 11, à Landsberg en Prusse polonaise, des suites de ses blessures. Il est compris, sous le nom de Desjardins, parmi les hommes qui figurent sur l'arc de triomphe de l'Étoile, pilier Est et son buste sculpté par Antoine Laurent Dantan se trouve dans la galerie des batailles du château de Versailles.

## Source
« Jacques Desjardin », dans Charles Mullié, Biographie des célébrités militaires des armées de terre et de mer de 1789 à 1850, 1852 [détail de l’édition]